# Lajos Mészáros
Lajos Mészáros, též Ľudovít Mészáros (* 3. dubna 1955 Jelka) je slovenský právník a soudce Ústavního soudu Slovenské republiky, maďarské národnosti, bývalý politik, po sametové revoluci československý poslanec Sněmovny národů Federálního shromáždění za Maďarskou občanskou stranu, koncem 90. let poslanec Národní rady SR za Stranu maďarské koalice.

## Biografie
V roce 1978 absolvoval Právnickou fakultu Univerzity Komenského v Bratislavě. Od roku 1990 působil jako soukromý advokát ve vlastní advokátní kanceláři v Dunajské Stredě.
Ve volbách roku 1990 kandidoval do slovenské části Sněmovny národů (volební obvod Západoslovenský kraj) za formaci Maďarská nezávislá iniciativa, která kandidovala společně s hnutím Verejnosť proti násiliu. Mandát ale nabyl až dodatečně jako náhradník v únoru 1992. V té době již VPN neexistovalo a Meszáros nastoupil do poslaneckého klubu jedné z nástupnických stran - ODÚ-VPN, přičemž stranicky byl členem Maďarské občanské strany. Ve Federálním shromáždění setrval do voleb roku 1992.
I v 90. letech se angažoval v Maďarské občanské straně. Působil jako advokát v Dunajské Stredě. Byl členem Etického výboru Advokátní komory. V roce 1992 se účastnil valného shromáždění NATO v Kanadě. Jako právník pomáhal při založení několika soukromých škol a podílel se na tvorbě zákonů. V parlamentních volbách na Slovensku roku 1998 byl zvolen poslancem Národní rady Slovenské republiky za Stranu maďarské koalice. Působil jako člen ústavněprávního výboru, později i jeho předseda a člen mandátového a imunitního výboru. V roce 2000 byl jmenován soudcem Ústavního soudu Slovenské republiky, přičemž v únoru 2007 ho prezident jmenoval do této funkce i na další funkční období.